# 長田栄二
長田 栄二（ながた えいじ、1955年5月29日 - ）は、東京都出身の音楽プロデューサー、作曲家、芸能プロダクション「（株）オフィス・タッチ」の社長。かつてジャニーズ事務所に所属し、男性アイドルグループ・フォーリーブスの元メンバーである。堀越高等学校卒業。趣味・車。特技・ブルースハープ。愛称は英ちゃん、英坊。旧芸名は永田英二、八田英士など。他にも「NPO OJPC」理事、「NPO 国際薬物対策センター」が主催する薬物乱用防止キャンペーンの音楽LIVEイベント「POWER of ART PROJECT（POAP）」の特別顧問、Executive Producer、「株式会社 ライティング・タッチ」取締役、「株式会社 マスター＆ピューピル」特別顧問、「一般財団法人 映像文化振興協会」理事、「社団法人 世界孔子協会」専務理事、「財団法人 日中影視動漫協会」専務理事 といった肩書きを持つ。

## ジャニーズ時代の参加ユニット
- フォーリーブス
- ハイソサエティー
- スーパーエイジス

## ジャニーズ退所後の参加ユニット
- 東京コンジョレス

## 改名歴
- 永田英二　→　八田英士　→　永田英士　→　長田栄二（本名）　→　永田英二（2014年『58』発売時）

## 人物・来歴
- 劇団若草での子役を経て、父親がジャニーズ事務所でダンスの講師をしていた関係から1966年に入所。 「永田英二」の芸名を与えられ、1967年4月1日にフォーリーブスの結成に参加するも、当時まだ小学6年生で年齢が低すぎるという理由で、半年ほどでメンバーから外される。
- 1968年9月、既存グループだった「ハイソサエティー」にボーカルとして加入し、「永田英二とハイソサエティー」として活動。
- 1969年8月、ハイソサエティでの活動と平行して、東芝音楽工業（エキスプレスレーベル）（現: ユニバーサル ミュージック）よりソロシンガーとして『あこがれ』でレコードデビュー。キャッチフレーズは「ヤング・パワー No.1！！」。
- 同年10月、「第2回・新宿音楽祭」にて銀賞を受賞。
- 1970年9月にフォーリーブスと共にアメリカへ約1ヶ月のダンス留学。『THIRTEEN PLACE』という曲をレコーディングした。
- 1973年4月、「スーパーエイジス」を結成。
- 1974年4月、CBS・ソニー（現：ソニー・ミュージックレーベルズ）に移籍し、「八田英士」の名で『別れないでおくれ』で再デビュー。
- 1977年5月、ジャニーズ事務所を退社。RVC（現：ソニー・ミュージックレーベルズ(アリオラジャパンレーベル)）に移籍し、今度は「永田英士」の名で『青春挽歌』で再々デビュー。
- 男性5人組の企画ロックバンド「東京コンジョレス」名義で、1980年2月にビクター音楽産業（現：JVCケンウッド・ビクターエンタテインメント）よりシングル『コンジョレス東京』にて再再々デビュー。 ボーカル担当。
- 1987年3月3日、「株式会社オフィス・タッチ」という音楽事務所を設立し、代表取締役になる。 以後、IZAMなどを育てた。 また、代表としての仕事のみならず、音楽プロデューサー、作曲家などとしても活動中。
- 2004年に肺過誤腫を患うが克服。
- 2011年5月29日、56歳の誕生日に、南青山・gigabar TOKYOにて「長田栄二“アラ還”記念ライブ」を開催。 参加したゲスト陣の一人にアイドル時代の同僚であるフォーリーブスの北公次がいた。北が翌2012年2月22日に逝去した際に、翌23日放映されたワイドショー番組『情報ライブ ミヤネ屋』にインタビュー出演した。
- 2014年3月にユニバーサルミュージック（EMI RECORDSレーベル）から「永田英二」名義で新アルバム『58 - フィフティ エイト-』を発売し、第56回日本レコード大賞で「企画賞」の一つに選ばれた[1]。

## 主な出演作品

### テレビ
- プラチナゴールデンショー （日本テレビ）
- ギャグジカル ジュンとヨッパ （1970年11月5日 - 1971年3月25日、TBS） レギュラー
タイトルの「ジュン」は井上順（当時：井上順之）、「ヨッパ」はフォーリーブスの「四葉」からきたもの。
- 歌え!ヤンヤン! （テレビ東京）
- 夜のヒットスタジオ （1974年6月10日、フジテレビ）
「八田英士」名義で『別れないでおくれ』を披露した。
- 情報ライブ ミヤネ屋 （2012年2月23日、読売テレビ） インタビュー出演
- この他、1980年代～1990年代に『あの人は今』のようなバラエティ番組に出演し、デビュー曲「あこがれ」を披露した事もある。

### ラジオ
- 集まれ歌謡曲 （ニッポン放送、司会：藤村有弘）
全国各地からの公開録音番組。フォーリーブス、ジューク・ボックスと共演。
- 平凡アワー スターハイライト・ショー （ニッポン放送）
全国各地からの公開録音番組。1972年2月19日（土）の群馬音楽センターの公録では、ハイ・ソサエティー、ジューク・ボックス、郷ひろみと共演。
- ロックンローラー近田春夫の歌謡曲って何だ？電撃的スペシャル（2011年9月23日、NHKラジオ）ゲスト出演

### ミュージカル
- 王様と私 （1965年4月・梅田コマ劇場、1965年12月2日 - 27日、東京宝塚劇場）「劇団若草」時代に第一王子役で出演した。本名の「長田栄二」名義。
- いつかどこかで～フォーリーブス物語 （1967年6月、大阪フェスティバルホール、脚本：ジャニー喜多川、主催：民音）
- フォーリーブスヤングサプライズ 「少年たち －小さな抵抗－」（1969年12月、大阪フェスティバルホール・日生劇場）
- 少年たちシリーズ ～ フォーリーブス・ライブ・ミュージカル 「生きていくのは僕たちだ！」（昭和46年度文化庁芸術祭参加作品ミュージカル。 原作：『17歳の絶唱』。1971年10月29日＆31日・帝国劇場。大阪・名古屋公演も有り）
- ミュージカル 「フォーリーブス物語 星に帰った若者」（1973年3月）
- 見上げてごらん夜の星を （1973年6月17日 - 8月、フォーリーブス結成7周年記念ミュージカル）
- ライブ・ミュージカル 『少年たち ～フォーリーブス・不朽の名作～』（1975年4月5日 - 5月5日）「八田英士」名義
- タッチ （1980年）「永田英二」名義

### 日本劇場でのステージ
- 第33回ウエスタン・カーニバル （1967年8月26日 - 9月1日）
- 第34回ウエスタン・カーニバル （1968年1月15日- 22日）
- 第35回ウエスタン・カーニバル （1968年5月4日- 10日）
- 第36回ウエスタン・カーニバル （1968年8月26日- 9月2日）
- 第37回ウエスタン・カーニバル （1969年1月14日- 21日）
- 第38回ウエスタン・カーニバル （1969年5月5日- 12日）
- 第39回ウエスタン・カーニバル （1969年8月25日- 9月1日）
- 第40回ウエスタン・カーニバル （1970年1月15日 - 22日）
- 第41回ウエスタン・カーニバル （1970年5月2日 - 8日）
- 「永田英二とハイ・ソサエティー」リサイタル （1969年11月3日、京都新聞ホール）
永田のデビューシングル『あこがれ』の30万枚突破記念として行われた、関西初のリサイタル。 1日2回公演。 主催は関西アマチュア音楽文化連盟と、当時京都でアマチュアバンドのコンサートを企画・支援していた団体「AGSクラブ」による共催。「永田英二とハイ・ソサエティー」は同年10月12日に京都・十字屋四条店にてサイン会も行っている。
- 第42回ウエスタン・カーニバル （1970年8月25日 - 9月1日）
- 第43回日劇新春ウエスタン・カーニバル （1971年1月15日 - 22日）
- 第44回日劇ウエスタン・カーニバル ～ みんなで踊ろう! （1971年4月23日 - 29日）
- 第45回ウエスタン・カーニバル （1971年8月27日 - 9月2日）
- 第46回ウエスタン・カーニバル （1972年1月15日 - 22日）
- 第49回ウエスタン・カーニバル 「フォーリーブスショー」 （1973年5月4日、小井戸秀宅と共に北公次が振付を担当）
- 第49回 日劇ウエスタン・カーニバル 「郷ひろみショー」 （1973年5月5日 ＆ 6日）
- 第49回 日劇ウエスタン・カーニバル 「ヤング・アイドルショー」（1973年5月7日 ＆ 8日、渡辺茂樹が音楽担当）
第49回の3ステージは全て「永田英二とスーパーエイジス」名義で出演。
- 長田栄二“アラ還”記念ライブ （2011年5月、南青山・gigabar TOKYO）
- POWER OF ART PROJECT 5th LIVE 2011 ～人と人との繋がりが・・・心を変える！「絆」～（2011年10月20日、原宿・ASTRO HALL） バックバンドのドラムは長沢悟

## ディスコグラフィ

### シングル
「永田英二」名義
- あこがれ （1969年8月10日）
- 恋をあげよう （1970年1月10日）
- 悲しきトレイン北国行き （1970年5月5日）
- あのとき僕たちは （1970年11月25日）
- 愛は何処へゆく（1971年6月5日）
- 不思議な恋人（1971年11月5日）
- THIRTEEN PLACE （US盤）

「八田英士」名義
- 別れないでおくれ （1974年4月21日）
- それぞれの秋（1974年8月21日）
- さすらい （1974年12月10日）

「永田英士」名義
- 青春挽歌　c/w　訣別（アデュー） （1977年5月）

「東京コンジョレス」名義
- コンジョレス東京　c/w　ロックるロックンロール （1980年2月）

#### 4曲入りEP
「永田英二」名義
- 悲しきトレイン北国行き ／ 恋をあげよう ／ あこがれ ／ ダイアナ

### アルバム
「永田英二」名義
- 恋をあげよう 〜永田英二ビッグヒットを歌う〜
- テネシー・ワルツ 〜思い出のポピュラー・ヒットを歌う!!〜

- 58(フィフティーエイト)　〈2014年3月12日発売 　EMI RECORDS〉

1. JUST CONTROL（TBS系『アッコにおまかせ!』2014年3月度エンディングテーマ）
2. I WILL SAY GOOD-BYE BABY
3. BIRD
4. ENDLESSLY（TBS系『ひるおび!』2014年4月度エンディングテーマ）
5. つまずきBLUES
6. BACK STREET CRAWLER
7. 笑っておくれ
8. FLASH BACK
9. DON’T YOU CRY
10. TOUCH
11. TIME PASSENGER
12. I AM A ROCK
13. あこがれ

「八田英士」名義
- 新しい旅立ち（1974年）

- 郷愁（1974年）

他、延べ、シングル12枚 / アルバム7枚 / セッション・アルバム3枚をリリース。

### 非売品レコード
- インタビューレコード
アルバム『テネシー・ワルツ／思い出のポピュラー・ヒットを歌う！！』の購入者が応募できる懸賞プレゼント盤として制作された。「永田英二」名義。

## 主な作曲提供作品
- グリコ「パピコ」のCMソング
- 日本旅行のCMソング
- 宇多川都 『まぶしすぎて』 （東映映画『極道の妻たち リベンジ』エンディング・テーマ、2000年8月23日発売）